# 伝馬船
伝馬船（てんません）とは、近世から近代にかけての日本で用いられた小型の船。廻船などに搭載され、付属元の船（親船/本船）と陸上との間の荷役・連絡や漕走機能のない親船の出入港時の曳航などに用いた。艀（はしけ）・橋船（はしぶね、端船）・脚継船（あしつぎふね）などの別名がある。その用途は、現在のカッターボートに該当する。

## 概要
親船の積荷がないときは船体中央胴の間にある伝馬込に、積荷があるときは船首の合羽上に搭載されるか曳航され、特に船上に搭載場所がなかった軍船の場合は曳航が行われた。親船が廻船の場合、百石積以上の船に搭載され、親船の1/30の規模が標準とされた。廻船では、檣（ほばしら、帆柱）・楫（かじ、舵）とともに3つ道具、あるいは帆桁を加えて4つ道具と称され、必ず装備する付属品だった。
千石積の廻船の場合、三十石積の伝馬船を装備しており、全長は40尺、6丁または8丁の櫓を推進具とし、打櫂・練櫂・帆を装備するものもあった。伝馬船は船幅よりも長いことが多かったため、船首尾は両舷から突出していた。なお、廻船搭載と軍船搭載では形状がやや異なる。近代に入ると西洋船の影響で長さを短く幅を広くして船を吊って持ち運びが可能なものも現れた。